# Lamkówko
Lamkówko [pronunciación en polaco: /lamˈkufkɔ/] (en alemán: Klein Lemkendorf) es un pueblo en el distrito administrativo de Gmina Barczewo, dentro del Distrito de Olsztyn, Voivodato de Varmia y Masuria, en el norte de Polonia. Se encuentra aproximadamente 8 kilómetros al norte de Barczewo y 18 kilómetros al noreste de la capital regional, Olsztyn.
Hasta 1945 el área era parte de Alemania (Prusia Oriental).